# Андреас Веллінгер
Андреас Веллінгер (нім. Andreas Wellinger, 28 серпня 1995) — німецький стрибун з трампліна, дворазовий олімпійський чемпіон, дворазовий чемпіон світу, призер світових першостей. 
Золоту олімпійську медаль та звання олімпійського чемпіона Андреас Веллінгер виборов у складі збірної Німеччини на Іграх 2014 року в Сочі в командних змаганнях на великому трампліні. Друга золота олімпійська медаль Веллінгера була особистою — він виграв змагання зі стрибків з нормального трампліна на Олімпіаді 2018 року в Пхьончхані. 
Золоту медаль чемпіона світу Веллінгер здобув у складі змішаної команди на чемпіонаті 2017 року, що проходив у фінському місті Лахті. Там же він виборов дві срібні нагороди — в особистих змаганнях на нормальному та великому трамплінах.

## Зовнішні посилання
- Досьє на сайті Міжнародної лижної федерації [Архівовано 2 лютого 2017 у Wayback Machine.]